# Munich International Summer University
Die Munich International Summer University (MISU at LMU) ist die Sommeruniversität der Ludwig-Maximilians-Universität München (LMU) und findet jährlich statt. Im Jahr 2019 nahmen mehr als 1000 internationale Studenten aus fast 90 verschiedenen Ländern an der MISU teil.

## Geschichte
Die LMU München richtete erstmals 1927 eine Sommeruniversität aus. Unter der Bezeichnung Sommerkurse für Ausländer fand die Sommeruniversität jährlich bis 1934 statt und beinhaltete vorrangig Deutsch-Sprachkurse für ausländische Studierende. Die Sommeruniversität der LMU München wurde mehrere Jahrzehnte ausgesetzt, bis sie unter dem Namen Internationaler Münchner Sommer neu aufgelegt wurde. Die Anzahl der Kurse hat sich seitdem erhöht und das Programmangebot wurde um weitere akademische Fachdisziplinen erweitert. Seit 2008 firmiert die Sommeruniversität der LMU München unter dem Namen Munich International Summer University.

## Ziele
Das Ziel der MISU ist es, die Internationalisierung der LMU München in Forschung und Lehre voranzutreiben. In den Kurzzeitprogrammen können internationale Studierende einen mehrwöchigen intensiven Einblick in die Forschungsbereiche und das studentische Leben an der LMU München erhalten. Teilnehmende Studierende erhalten eine akademische Betreuung durch LMU-Forscher und werden außerdem durch Exkursionen auch mit der Geschichte, Kultur und Politik des Studienortes München vertraut gemacht. Zudem bieten die Sommer- und Winterprogramme die Möglichkeit, die Zusammenarbeit mit internationalen Partneruniversitäten zu stärken. Bei erfolgreicher Teilnahme erhalten die Studierenden qualifizierte Zertifikate mit ECTS-Leistungspunkten gemäß dem European Credit Transfer System.

## Kursangebote
Die Sommerakademie richtet sich an internationale Studierende, die sich im Rahmen von Kurzzeitprogrammen an der LMU München weiterbilden möchten.
Die MISU bietet zwei Lehrveranstaltungsformate an: fachspezifische Sommerakademien und Deutsch-Sprachkurse. Die Sommerakademien beinhalten fachspezifische Kurse zur Einführung bzw. Weiterbildung in akademischen Fachrichtungen. Sie finden in Kooperation mit den jeweiligen Fakultäten der LMU München statt. Das Kursangebot umfasst die Fachbereiche Wirtschaft und Kommunikation, Sozial- und Politikwissenschaften, Rechtswissenschaften, Medizin sowie Naturwissenschaften.

### Wirtschaft und Kommunikation
- Bilanzanalyse und -bewertung
- Elektronische Medien
- Managementpraktiken und Unternehmenskommunikation in einem globalen Umfeld
- Maschinelles Lernen und Datenanalyse im Finanz- und Rechnungswesen

### Sozial- und Politikwissenschaften
- Europastudien Intensiv
- Europastudien inklusive Deutschkurs
- Nahoststudien
- Europastudien für ausgewählte Partneruniversitäten

### Rechtswissenschaften
- Sommertraining im deutschen und europäischen Recht
- Aufbaukurs für Völkerrecht

### Medizin
- Onkologie
- Neurologie
- Einführung medizinische Forschung

### Naturwissenschaften
- Quantenoptik
- Neurowissenschaften

### Deutsch-Sprachkurse
An den Deutschkursen können Studierende aus der ganzen Welt teilnehmen. Angeboten werden Deutschkurse für alle Stufen – Grundstufe, Mittelstufe, Fortgeschrittene zu unterschiedlichen Zeiten im Jahr. Dafür stehen auch Stipendien der Bundesrepublik Deutschland zur Verfügung, die durch den Deutschen Akademischen Austauschdienst (DAAD) vergeben werden.
- Sommer-Deutschkurs
- Studienvorbereitungskurs
- Spezialisierte Deutschkurse für Fortgeschrittene